# 70-я танковая бригада
70-я танковая Рижская ордена Суворова бригада  — танковая бригада Красной армии в годы Великой Отечественной войны.
Сокращённое наименование — 70 тбр.

## Формирование и организация
Бригада формировалась Директивой НКО № 723062сс от 07.01.1942 г. по приказу Ставки ВГК № 003 от 04.01.1942 г. и распоряжению начальника ГАБТУ КА от 07.01.1942 г. для 17-го кавалерийского корпуса. Штат для кавалерийского корпуса № 010/320-010/321 численность 356 человек и 46 танков. Формировалась в период с 13 по 21 января 1942 г. во Владимире при Московском АБТ центре на базе 9-го и 15-го запасных танковых полков.

## Боевой и численный состав
Бригада формировалась по штатам № 010/303-010/310 от 09.12.1941 г.:
- Управление бригады [штат № 010/303]
- Рота управления [штат № 010/304]
- Разведывательная рота [штат № 010/305]
- 261-й отд. танковый батальон [штат № 010/306]
- 262-й отд. танковый батальон [штат № 010/306]
- Мотострелково-пулемётный батальон [штат № 010/307]
- Ремонтно-восстановительная рота [штат № 010/308]
- Автотранспортная рота [штат № 010/309]
- Медико-санитарный взвод [штат № 010/310]

Директивой УФ-290 от 15.04.1942 г. переведена на штаты № 010/345-010/352 от 15.02.1942 г.:
- Управление бригады [штат № 010/345]
- 261-й отд. танковый батальон [штат № 010/346]
- 262-й отд. танковый батальон [штат № 010/346]
- Мотострелково-пулемётный батальон [штат № 010/347]
- Противотанковая батарея [штат № 010/348]
- Зенитная батарея [штат № 010/349]
- Рота управления [штат № 010/350]
- Рота технического обеспечения [штат № 010/351]
- Медико-санитарный взвод [штат № 010/352]

Директивой ГШ КА № орг/3/2466 от 19.06.1944 г. переведена на штаты № 010/500-010/506:
- Управление бригады [штат № 010/500]
- 1-й отд. танковый батальон [штат № 010/501] — до 31.05.1944 — 261-й отд. танковый батальон
- 2-й отд. танковый батальон [штат № 010/501] — до 31.05.1944 — 262-й отд. танковый батальон
- 3-й отд. танковый батальон [штат № 010/501]
- Моторизованный батальон автоматчиков [штат № 010/502]
- Зенитно-пулемётная рота [штат № 010/503]
- Рота управления [штат № 010/504]
- Рота технического обеспечения [штат № 010/505]
- Медсанвзвод [штат № 010/506]

## Подчинение
Периоды вхождения в состав Действующей армии:
- с 09.02.1942 по 30.08.1943 года.
- с 30.10.1943 по 30.11.1943 года.
- с 21.03.1945 по 09.05.1945 года.

| Дата             | Фронт (округ)                      | Армия             | Корпус              | Дивизия | Бригада | Примечания |
| ---------------- | ---------------------------------- | ----------------- | ------------------- | ------- | ------- | ---------- |
| 01.11.1941 года  | Харьковский военный округ          |                   |                     |         |         |            |
| 01.12.1941 года  |                                    |                   |                     |         |         |            |
| 01.01.1942 года  | Приволжский военный округ          |                   |                     |         |         |            |
| 01.02.1942 года  | Приволжский военный округ          |                   |                     |         |         |            |
| 01.03.1942 года  | Московский военный округ           |                   |                     |         |         |            |
| 01.04.1942 года  | Московский военный округ           |                   |                     |         |         |            |
| 01.05.1942 года  | Западный фронт                     |                   | 5-й танковый корпус |         |         |            |
| 01.06.1942 года  | Западный фронт                     |                   | 5-й танковый корпус |         |         |            |
| 01.07.1942 года  | Западный фронт                     |                   | 5-й танковый корпус |         |         |            |
| 01.08.1942 года  | Западный фронт                     |                   | 5-й танковый корпус |         |         |            |
| 01.09.1942 года  | Западный фронт                     | 33-я армия        | 5-й танковый корпус |         |         |            |
| 01.10.1942 года  | Западный фронт                     |                   | 5-й танковый корпус |         |         |            |
| 01.11.1942 года  | Западный фронт                     |                   | 5-й танковый корпус |         |         |            |
| 01.12.1942 года  | Западный фронт                     | 4-я Ударная армия | 5-й танковый корпус |         |         |            |
| 01.01.1943 года  | Западный фронт                     | 4-я Ударная армия | 5-й танковый корпус |         |         |            |
| 01.02.1943 года  | Западный фронт                     | 4-я Ударная армия | 5-й танковый корпус |         |         |            |
| 01.03.1943 года  | Западный фронт                     |                   | 5-й танковый корпус |         |         |            |
| 01.04.1943 года  | Западный фронт                     |                   | 5-й танковый корпус |         |         |            |
| 01.05.1943 года  | Западный фронт                     |                   | 5-й танковый корпус |         |         |            |
| 01.06.1943 года  | Западный фронт                     |                   | 5-й танковый корпус |         |         |            |
| 01.07.1943 года  | Западный фронт                     |                   | 5-й танковый корпус |         |         |            |
| 01.08.1943 года  | Брянский фронт                     |                   | 5-й танковый корпус |         |         |            |
| 01.09.1943 года  | Московский военный округ           |                   | 5-й танковый корпус |         |         |            |
| 01.10.1943 года  | Московский военный округ           |                   | 5-й танковый корпус |         |         |            |
| 01.11.1943 года  | 2-й Прибалтийский фронт            |                   | 5-й танковый корпус |         |         |            |
| 01.12.1943 года  | 1-й Прибалтийский фронт            |                   | 5-й танковый корпус |         |         |            |
| 01.01.1944 года  | 1-й Прибалтийский фронт            |                   | 5-й танковый корпус |         |         |            |
| 01.02.1944 года  | 1-й Прибалтийский фронт            |                   | 5-й танковый корпус |         |         |            |
| 01.03.1944 года  | 1-й Прибалтийский фронт            |                   | 5-й танковый корпус |         |         |            |
| 01.04.1944 года  | 1-й Прибалтийский фронт            |                   | 5-й танковый корпус |         |         |            |
| 01.05.1944 года  | 1-й Прибалтийский фронт            |                   | 5-й танковый корпус |         |         |            |
| 01.06.1944 года  | 1-й Прибалтийский фронт            |                   | 5-й танковый корпус |         |         |            |
| 01.07.1944 года  | 1-й Прибалтийский фронт            |                   | 5-й танковый корпус |         |         |            |
| 01.08.1944 года  | 1-й Прибалтийский фронт            |                   | 5-й танковый корпус |         |         |            |
| 01.09.1944 года  | 1-й Прибалтийский фронт            |                   | 5-й танковый корпус |         |         |            |
| 01.10.1944 года  | 1-й Прибалтийский фронт            |                   | 5-й танковый корпус |         |         |            |
| 01.11.1944 года  | 1-й Прибалтийский фронт            |                   | 5-й танковый корпус |         |         |            |
| 01.12.1944 года  | Белорусский военный округ          |                   | 5-й танковый корпус |         |         |            |
| 01.01.1945 года. | Белорусско-Литовский военный округ |                   | 5-й танковый корпус |         |         |            |
| 01.02.1945 года. | Белорусско-Литовский военный округ |                   | 5-й танковый корпус |         |         |            |
| 01.03.1945 года. | Белорусско-Литовский военный округ |                   | 5-й танковый корпус |         |         |            |
| 01.04.1945 года. | РВГК                               |                   | 5-й танковый корпус |         |         |            |
| 01.05.1945 года. | РВГК                               |                   | 5-й танковый корпус |         |         |            |

## Командиры

### Командиры бригады
- Абрамов Константин Николаевич, подполковник, с 18.03.1942 полковник (12.12.1942 тяжело ранен), 16.01.1942 — 12.12.1942 года.[1]
- Дегтев Фёдор Яковлевич, подполковник (13.12.1942 ранен), врио, 12.12.1942 — 13.12.1942 года.[2]
- Хмылов Калин Трофимович, подполковник, врио, 12.12.1942 — 28.12.1942 года.
- Коротеев Сергей Петрович, подполковник, ид, 00.12.1942 — 22.02.1943 года.[3]
- Коротеев Сергей Петрович, подполковник, с 22.05.1943 полковник,22.02.1943 — 15.01.1944 года.
- Кузнецов Семён Васильевич, полковник, ид, 16.01.1944 — 25.04.1944 года.[4]
- Кузнецов Семён Васильевич, полковник, 25.04.1944 — 15.07.1944 года.
- Нода Василий Евгеньевич, подполковник, врид, 16.07.1944 — 15.08.1944 года.[5]
- Никитин Сергей Игнатьевич, подполковник, врид, 16.08.1944 — 15.09.1944 года.[6]
- Бородавкин Василий Константинович, полковник, 16.09.1944 — 30.10.1944 года.[7]
- Граммаков Николай Григорьевич, подполковник, 30.10.1944 — 00.06.1945 года.[8]

### Начальники штаба бригады
- Войцик Иван Григорьевич, майор, 00.01.1942 — 00.04.1942 года[9]
- Хмылов Калин Трофимович, подполковник, 00.12.1942 — 00.05.1943 года.[10]
- Фроленков Михаил Николаевич, майор, с 17.11.1943 подполковник, 23.05.1943 — 00.04.1944 года.[11]
- Ладов Василий Григорьевич, майор, 00.04.1944 — 00.08.1944 года.[12]
- Михайлов Анатолий Михайлович, майор, 00.08.1944 — 00.10.1944 года.[13]
- Хмельковский Евгений Павлович, подполковник, 00.10.1944 — 00.06.1945 года.[14]

### Заместитель командира бригады по строевой части
- Дегтев Фёдор Яковлевич, подполковник (13.12.1942 ранен в бою)на 01.01.1943 года.
- Нода Василий Евгеньевич, подполковник, 00.06.1943 — 00.12.1943 года.
- Нода Василий Евгеньевич, подполковник, 00.04.1944 — 00.02.1945 года.
- Никитин Сергей Игнатьевич, подполковник с 01.09.1944 года.

### Начальник политотдела, заместитель командира по политической части
- Чёрный Михаил Андреевич, батальон. комиссар, с 14.11.1942 майор, 09.03.1942 — 15.02.1943
- Лагутин Иван Васильевич, майор, 15.02.1943 — 12.04.1943 года.
- Бова Даниил Павлович, майор, 12.04.1943 — 16.06.1943 года.[15]
- Николаев Николай Николаевич, подполковник, 16.06.1943 — 10.05.1944 года.
- Келлеров Семён Владимирович, подполковник, 10.05.1944 — 14.07.1945 года.[16]

## Боевой путь

### 1942
9 января 1942 г. прибыла в район Ратово, Калининской области, где поступила в распоряжение 30-й армии Западного фронта.
С 6 февраля 1942 г. выведена на доукомплектование в район г. Ржева (?) в резерв Ставки ВГК, с 13 марта 1942 г. в район ст. Кунцево.
Директивой УФ-290 от 15.04.1942 г. бригада переведена на новые штаты и включена в состав 5-го танкового корпуса. В районе Кубинки занималась укомплектованием и боевым сколачиванием подразделений. 28 июля 1942 г. бригада в составе 5-го танкового корпуса прибыла в район Можайска. К 8 августа 1942 г. бригада в составе 5-го танкового корпуса прибыла в район Волоколамска.
С 15 августа 1942 г. бригада в составе 5-го танкового корпуса прибыла в район Сухиничи и поступила в оперативное подчинение 16-й армии. С 1 сентября 1942 г. бригада в составе 5-го танкового корпуса прибыла в район Поляны и вошла в оперативное подчинение 33-й армии. С 28 сентября 1942 г. бригада в составе 5-го танкового корпуса в районе Верхняя и Нижняя Ельня (северо-западнее Можайска) выведена в резерв Западного фронта.
Со 2 декабря 1942 г. бригада в составе 5-го танкового корпуса в районе Погорелое Городище вошла в подчинение 20-й армии. С 19 декабря 1942 г. бригада в составе 5-го танкового корпуса выведена в резерв Западного фронта (в район Петрушино, далее Денежное, Опарино, Розинки, Горелово).

### 1943
С 14 марта 1943 г. бригада в составе 5-го танкового корпуса вошла в оперативное подчинение 49-й армии. С 24 марта 1943 г. бригада в составе 5-го танкового корпуса выведена на доукомплектование в резерв Западного фронта в район Сухиничи.
С 11 июля 1943 г. бригада в составе 5-го танкового корпуса вошла в состав 11-й гв. армии. С 20 июля 1943 г. в районе Столбчевое выведена из боя для укомплектования личным составом и боевой техникой.
С 24 июля 1943 г. бригада в составе 5-го танкового корпуса вошла в состав 4-й танковой армии Брянского фронта. С 13 августа 1943 г. бригада в составе 5-го танкового корпуса выведена на доукомплектование в резерв Старвки ВГК в район Тулы.
С28 октября 1943 г. бригада в составе 5-го танкового корпуса передислоцирована из Тулы в район Невель и вошла в подчинение 2-го Прибалтийского фронта. С 15 ноября 1943 г. бригада в составе 5-го танкового корпуса в районе Городок включена в состав 4-й ударной армии 1-го Прибалтийского фронта.

### 1944
С 5 апреля 1944 г. бригада в составе 5-го танкового корпуса передислоцировалась из района Невель в район Сущево и поступила в подчинение 2-го Прибалтийского фронта. С 13 апреля 1944 г. бригада в составе 5-го танкового корпуса вошла в состав 1-й ударной армии. С 9 июля 1944 г. бригада в составе 5-го танкового корпуса прибыла в район Дретунь и далее пгт Освея, где вошла в состав 4-й ударной армии. С 29 июля 1944 г. бригада в составе 5-го танкового корпуса выведена в резерв 2-го Прибалтийского фронта в район г. Ливаны. С 5 августа 1944 г. в районе Крутспилса бригада в составе 5-го танкового корпуса вошла в состав 22-й армии. С 8 августа 1944 г. бригада в составе 5-го танкового корпуса выведена в резерв 2-го Прибалтийского фронта в район юго-восточнее г. Гостини (ныне в составе г. Плявинас). С 13 августа 1944 г. бригада в составе 5-го танкового корпуса вела боевые действия в районе Мадона — Эргли в полосе 3-й ударной армии.

## Отличившиеся воины
| Награда | Фамилия Имя Отчество     | Дата Указа | Должность                                                  | Звание | Примечания |
| ------- | ------------------------ | ---------- | ---------------------------------------------------------- | ------ | ---------- |
|         | Чубуков, Семён Исаакович | 10.03.1944 | командир 262-го танкового батальона 70-й танковой бригады. | майор  |            |

## Награды и наименования
| Награда (наименование)          | Дата награждения                                                             | За что получена |
| ------------------------------- | ---------------------------------------------------------------------------- | --- |
| Почётное наименование «Рижская» | Присвоено приказом Верховного главнокомандующего № 356 от 3 ноября 1944 года | За успешные боевые действия при освобождении города Рига                                                                                   |
| Орден Суворова II степени       | Награждена указом Президиума Верховного Совета СССР от 21 декабря 1943 года  | За образцовое выполнение боевых заданий командования на фронте борьбы с немецкими захватчиками и проявленные при этом доблесть и мужество. |